# Ellison D. Smith
Ellison DuRant "Cotton Ed" Smith, född 1 augusti 1864 i Lynchburg, South Carolina, död 17 november 1944 i Lynchburg, South Carolina, var en amerikansk politiker (demokrat). Han representerade South Carolina i USA:s senat från 1909 fram till sin död. Han var känd för sina rasistiska åsikter.
Smith utexaminerades 1889 från Wofford College. Han efterträdde 1909 Frank B. Gary som senator för South Carolina.
Smith förkunnade att han ville förbättra bomullsfarmarnas livsvillkor och försämra de svartas situation. Han stödde Woodrow Wilsons utrikespolitik och förhöll sig mycket kritiskt till republikanernas politik under 1920-talet. Han använde sitt motstånd mot de svartas rösträtt som argument mot kvinnlig rösträtt. Enligt honom var det i vita mäns intresse i sydstaterna att se till att varken kvinnor eller svarta fick rösta. Han uppfattade ett sluttande plan i expansionen av rösträtten och för att demonstrera sitt argument använde han år 1919 i senatens debatt om kvinnlig rösträtt uttrycket "the other half of the Negro race" ("andra halvan av negerrasen") i motsats till förespråkarnas skildring av kvinnor som andra halvan av mänskligheten. En afroamerikansk präst fick uppträda på demokraternas konvent inför presidentvalet i USA 1936. Smith avlägsnade sig från konventet i protest mot prästens hudfärg. Han förklarade efteråt att han upplevde att John C. Calhoun såg ned på honom från himlen och godkände utmarschen.
Smith besegrades av Olin D. Johnston i demokraternas primärval inför senatsvalet 1944. Han avled en kort tid därefter i ämbetet och efterträddes av Wilton E. Hall.
Smith var metodist. Han gravsattes på Saint Lukes Cemetery i Lynchburg.